# Lenka Ptáčníková
Lenka Ptáčníková (ur. 16 stycznia 1976) – czeska szachistka, reprezentantka Islandii od 2004, arcymistrzyni od 2000 roku.

## Kariera szachowa
W latach 1992–1996 czterokrotnie reprezentowała Czechy na mistrzostwach świata i Europy juniorek w różnych kategoriach wiekowych, najlepsze wyniki osiągając w latach 1994 (Szeged, MŚ do 18 lat – V m.) oraz 1996 (Medellín, MŚ do 20 lat – IV m.). Wielokrotnie startowała w finałach indywidualnych mistrzostw Czech, czterokrotnie zdobywając medale: dwa złote (1994, 1996), srebrny (1999) oraz brązowy (1997).
Do 2004 r. należała do ścisłej czołówki czeskich szachistek. W latach 1994–2002 pięciokrotnie uczestniczyła w szachowych olimpiadach, a po zmianie obywatelstwa – sześciokrotnie (2004–2014) w reprezentacji Islandii.
W 2000 r. podzieliła II-III m. (za Davidem Navarą) w kołowym turnieju w Ołomuńcu. Jest trzykrotną indywidualną mistrzynią Islandii (2003, 2004, 2006), a w 2005 r. zdobyła tytuł wicemistrzowski. Poza tym dwukrotnie (Vammala 2005,  Helsingør 2007) zwyciężała w mistrzostwach krajów nordyckich.
Najwyższy ranking w dotychczasowej karierze osiągnęła 1 marca 2010 r., z wynikiem 2317 punktów zajmowała wówczas 1. miejsce wśród islandzkich szachistek.

## Życie prywatne
Mężem Lenki Ptáčníkovej jest mistrz świata juniorów (do 20 lat) z 1994 r., islandzki arcymistrz Helgi Áss Grétarsson.